# Marnicq Bervoets
Marnicq Bervoets (Paal, 21 juni 1969) is een Belgisch voormalige motorcrosser. 

## Levensloop
Bervoets begon op 16-jarige leeftijd met motorcross. Hij debuteerde in zijn eerste GP in 1986 bij de 125cc in het Franse Castelnau-de-Lévis.
Hij reed voor Suzuki van 1994 tot en met 1998 en voor Kawasaki in 1999 in het 250 cm³ kampioenschap, en maakte vervolgens de overstap naar 500 cm³ bij het Yamaha fabrieksteam, waar hij van 2000 tot en met 2003 voor reed.
Na zijn sportieve carrière ging hij aan de slag als manager van Kemea Yamaha. Deze functie zou hij uitoefenen tot 2021.

## Palmares
- Vice-Wereldkampioen motorcross 250 cm³ in 1995, 1996 en 1997
- Vice-Wereldkampioen motorcross 500 cm³ in 2000
- Lid winnende ploeg Motorcross der Naties in 1995, 1997 en 1998
- Tienvoudig Belgisch kampioen

| 1            | 1991 | Nederland   | Mill                 |
| 2            | 1993 | België      | Lommel               |
| 3            | 1995 | Duitsland   | Reisersberg          |
| 4            | 1995 | Spanje      | Talavera de la Reina |
| 5            | 1995 | Polen       | Gdynia               |
| 6            | 1995 | Finland     | Vantaa               |
| 7            | 1996 | Duitsland   | Teutschenthal        |
| 8            | 1996 | Polen       | Gdynia               |
| 9            | 1996 | Zweden      | Tibro                |
| 10           | 1996 | Finland     | Heinola              |
| 11           | 1996 | Italië      | Mantova              |
| 12           | 1997 | Nederland   | Valkenswaard         |
| 13           | 1999 | Nederland   | Valkenswaard         |
| 14           | 1999 | Frankrijk   | Ernée                |
| 15           | 1999 | Brazilië    | Belo Horizonte       |
| 500cc-klasse |      |             |                      |
| 16           | 2000 | Nederland   | Valkenswaard         |
| 17           | 2000 | Luxemburg   | Folkendange          |
| 18           | 2000 | Zwitserland | Roggenburg           |
| 19           | 2001 | Zwitserland | Roggenburg           |